# Martin Peterl

Martin Peterl 2025

Martin Peterl (* 29. September 1977 in Korneuburg, Niederösterreich) ist ein österreichischer Politiker (SPÖ). Seit dem 24. Oktober 2024 ist er Mitglied des Bundesrates.

## Leben
Neben seiner Tätigkeit als Bundesrat ist er Stadtrat der Stadtgemeinde Korneuburg und Angestellter. Außerdem ist er Mitglied der Freiwilligen Feuerwehr der Stadt Korneuburg und des Roten Kreuzes in Korneuburg. Er war auch von 2005 bis 2018 als Oberbrandinspektor Feuerwehrkommandant-Stellvertreter der Feuerwehr der Stadt Korneuburg. Er ist verheiratet und hat 2 Kinder.

### Ausbildung und Beruf
Nach dem Besuch der Volksschule in Korneuburg absolvierte er die Musikhauptschule Korneuburg und anschließend die Höhere Lehranstalt für wirtschaftliche Berufe. Zunächst war er in der Gastronomie tätig, wechselte jedoch 1996 zur Betriebsfeuerwehr Opel Austria in Aspern, Wien. Im Jahr 2000 trat er in den Dienst der Berufsfeuerwehr Wien ein. 2010 absolvierte er die Chargenschule Branddienst. Seit dem 4. Dezember 2024 ist er außer Dienst gestellt.

### Politik
Sein Großvater Otto Peterl war von 1970 bis 1985 Mitglied des Gemeinderates der Stadt Korneuburg. Sein Vater Wolfgang Peterl bekleidete von 1990 bis 2010 das Amt des Bürgermeisters der Stadt Korneuburg. Martin Peterl wurde im Jahr 2015 Mitglied des Gemeinderates der Stadtgemeinde Korneuburg sowie des Stadtparteipräsidiums der SPÖ Korneuburg. 2016 übernahm er das Bildungsressort im Stadtrat von seiner Vorgängerin Mag. Bernadette Haider-Wittmann.
Im Jahr 2017 wurde er Bezirksparteivorsitzender der SPÖ Korneuburg und Mitglied des Landesparteivorstandes der SPÖ Niederösterreich. Nach der Gemeinderatswahl 2020 übernahm er im Stadtrat die Agenden für Friedhof und Katastrophenschutz der Stadtgemeinde Korneuburg.[1] Nach der Gemeinderatswahl 2025, bei der die SPÖ Korneuburg zwei Mandate hinzugewinnen konnte, wurde Martin Peterl als Stadtrat für das Ressort Museum und Denkmäler bestellt. Zudem ist er Fraktionsobmann der SPÖ im Korneuburger Gemeinderat.
Nach der Nationalratswahl 2024 wechselte Andreas Babler vom Bundesrat in den Nationalrat, Peterl rückte für ihn im Bundesrat nach.